# TriRhenaTech
TriRhenaTech ist eine trinationale Allianz von 20 Hochschulen für Angewandte Wissenschaft aus der Oberrheinregion. Sie wird aus EFRE-Mitteln gefördert. Die deutschen, die Schweizer und die französischen Mitgliedshochschulen verfolgen das Ziel, in dieser Allianz gemeinsame Lösungen für die gesellschaftlichen und wirtschaftlichen Fragen in den Bereichen Lehre, Forschung, Wissens- und Technologietransfer sowie Innovation und Weiterbildung zu entwickeln. Dazu bietet die Allianz Studierenden verschiedene Angebote grenzüberschreitende Erfahrungen zu sammeln und initiiert gemeinsame Forschungsprojekte.

## Geschichte
Am 13. November 2014 haben die Rektoren der Hochschulen Offenburg, Karlsruhe und Furtwangen zusammen mit der Fachhochschule Nordwestschweiz und Alsace Tech, dem Verbund der Ingenieurhochschulen im Elsass, die Kooperationsvereinbarung unterschrieben und TriRhenaTech gegründet. Der erste Sprecher der Allianz wurde der Rektor der Hochschule Offenburg, Winfried Lieber. Im März 2015 wurde die Geschäftsstelle von TriRhenaTech in Offenburg eröffnet, die seit dem von Jean Pacevicius geleitet wird.
Im November 2015 trat die Hochschule Kaiserslautern der Allianz bei; im März 2016 die Duale Hochschule Baden-Württemberg in Lörrach.
Seit März 2017 ist Marc Renner, Direktor des Institut National des Sciences Appliquées de Strasbourg und Präsident der „Rektorenkonferenz Französischer Ingenieurschulen“ (Conférence des directeurs des écoles françaises d’ingénieurs, CDEFI) Sprecher von TriRhenaTech.

## Mitgliedshochschulen
- seit 2014: Hochschule Offenburg
- seit 2014: Fachhochschule Nordwestschweiz
- seit 2014: Alsace Tech – französischer Hochschulverbund mit 14 Hochschulen
- seit 2014: Hochschule Furtwangen
- seit 2014: Hochschule Karlsruhe
- seit 2015: Hochschule Kaiserslautern
- seit 2016: Duale Hochschule Baden-Württemberg (Lörrach)

## Forschungsprojekte
Innerhalb der TriRhenaTech gibt es mehrere Forschungsprojekte.
- EBIPREP: Intelligente Nutzung von Biomasse zur schadstoffarmen Erzeugung erneuerbarer Energie und biotechnologischer Wertstoffe
- ELCOD: Endurance Low Cost Drone[4]
- HALFBACK: Länderübergreifende Hochverfügbare Smart-Factories in der Cloud[5]
- SPIRITS: Intelligente 3D-gedruckte Interaktive Roboter zur interventionellen Radiologie und Chirurgie[6]
- PHOTOPUR: Photokatalytische Reinigung von pestizidbelastetem Wasser aus dem Weinbau[7]

## Angebote für Studierende
Die Förderung der grenzüberschreitenden Mobilität der Studierenden und die Entwicklung ihrer interkulturellen Kompetenzen sind eine Kernaufgabe von TriRhenaTech. Studierenden können derzeit aus zehn bi- bzw. trinationalen Studiengängen wählen, die von den Mitgliederhochschulen angeboten werden. Zusätzlich richtet TriRhenaTech neben dem interkulturellen Robotik-Wettbewerb „Trinatronics“  seit 2014 auch die jährliche Summerschool „Die Brücke“  aus. Ziel des Wettbewerbs ist es, in interkulturellen Teams einen Rohr-Roboter zu bauen und zu programmieren, der schnellstmöglich ein Rohrsystem durchfährt und Löcher kartographiert.

## Förderer und Kooperationspartner
TriRhenaTech arbeitet eng mit der Säule Wissenschaft der Trinationalen Metropolregion Oberrhein (TMO) zusammen. Gefördert wird die Allianz durch INTERREG, der Gemeinschaftsinitiative des Europäischen Fonds für regionale Entwicklung (EFRE).